# 9633 Cotur
9633 Cotur este un asteroid din centura principală de asteroizi.

## Descriere
9633 Cotur este un asteroid din centura principală de asteroizi. A fost descoperit pe 20 octombrie 1993 la Observatorul La Silla de Eric Walter Elst. El prezintă o orbită caracterizată de o semiaxă mare de 3,04 ua, o excentricitate de 0,13 și o înclinație de 10,5° în raport cu ecliptica.